# Liste der denkmalgeschützten Objekte in Olbramov
Grundlage dieser Liste der denkmalgeschützten Objekte in Olbramov ist die ÚSKP-Liste (Ústřední seznam kulturních památek České republiky, deutsch Zentrale Liste der Kulturdenkmäler der Tschechischen Republik), die von der tschechischen Denkmalschutzbehörde NPÚ (Národní památkový ústav, deutsch Nationale Denkmalbehörde) seit 1987 geführt wird und an die seit dem Jahr 1850 geschaffenen Listen anschließt.

## Denkmalgeschützte Objekte nach Ortsteilen

### Olbramov
| Lage                 | Objekt                       | Beschreibung                 | ÚSKP-Nr.                  | Bild                         |
| -------------------- | ---------------------------- | ---------------------------- | ------------------------- | ---------------------------- |
| Olbramov ()          | Kapelle hl. Johannes Nepomuk | Kapelle hl. Johannes Nepomuk | 12432/4-5115 Info Katalog | Kapelle hl. Johannes Nepomuk |
| Dorfplatz (Standort) | Figurengruppe hl. Familie    | Figurengruppe hl. Familie    | 31609/4-1825 Info Katalog | Figurengruppe hl. Familie    |

### Kořen
| Lage             | Objekt                       | Beschreibung                 | ÚSKP-Nr.                  | Bild           |
| ---------------- | ---------------------------- | ---------------------------- | ------------------------- | -------------- |
| Kořen ()         | Kapelle hl. Johannes Nepomuk | Kapelle hl. Johannes Nepomuk | 11450/4-5086 Info Katalog |                |
| Kořen (Standort) | jüdischer Friedhof           | jüdischer Friedhof           | 102096 Info Katalog       | weitere Bilder |